# Shiloh, un cucciolo per amico
Shiloh, un cucciolo per amico è un film del 1996 diretto da Dale Rosenbloom e tratto dal romanzo Qualunque cosa per salvare un cane di Phyllis Reynolds Naylor. Il film è uscito in VHS col titolo Shiloh, un amore di cucciolo.

## Trama
Un cagnolino fugge dal malvagio padrone che lo maltratta e viene trovato da Marty Preston, un ragazzino di undici anni, che lo chiama Shiloh. Insieme vivranno una serie di fantastiche avventure.

## Sequel
Il film ha avuto due sequel:
- Shiloh, un cucciolo per amico 2 (Shiloh 2: Shiloh Season) (1999)
- Shiloh e il mistero del bosco (Saving Shiloh) (2006)